# Giovanni Maria Ferraroni
Giovanni Maria Ferraroni (Pieve Modolena, 30 maggio 1662 – Reggio nell'Emilia, 26 aprile 1755) è stato un architetto italiano.

## Biografia
Nato da una famiglia contadina, apprese il mestiere di muratore e successivamente si trasferì a Roma dove subì le influenze degli artisti attivi nella città capitolina in quel periodo. Rientrato a Reggio conobbe i fratelli Francesco Galli da Bibbiena e Ferdinando Galli da Bibbiena. Realizzò numerosi interventi su alcune chiese del reggiano, tra le quali si segnala per il particolare campanile quella di Sesso. 
Ferraroni disegnò anche alcuni palazzi cittadini, come Palazzo Masdoni, e la reggia ducale di Rivalta.

## Opere
- Seminario, Reggio nell'Emilia
- Chiesa di Santa Maria Assunta a Sesso, 1700-1711.
- Palazzo Ducale a Rivalta, 1722-1730.
- Rifacimento chiesa di San Domenico, Reggio nell'Emilia, 1734.
- Chiesa di San Michele Arcangelo a Pieve Modolena, 1743-1748.
- Rifacimento chiesa dei Santi Filippo e Giacomo[1], Reggio nell'Emilia.
- Palazzo Guicciardi
- Palazzo Masdoni[2], Reggio nell'Emilia